# Viện Trao đổi Văn hóa với Pháp
Viện Trao đổi Văn hoá với Pháp, tiếng Pháp Institut d'Echanges Culturels avec la France tại Thành phố Hồ Chí Minh, được biết đến nhiều hơn với tên gọi tắt là IDECAF, là một cơ quan trực thuộc Sở Ngoại vụ Thành phố Hồ Chí Minh - Bộ Ngoại giao Việt Nam. Viện có chức năng đào tạo tiếng Pháp và tạo điều kiện thuận lợi cho việc củng cố, phát triển mối hợp tác song phương Việt-Pháp trong lĩnh vực văn hóa.

## Lịch sử
Tiền thân của Viện trước năm 1975 là "Viện Văn hóa Pháp tại Sài Gòn" thuộc Đại sứ quán Pháp tại Việt Nam và quốc hữu hóa năm 1975. Năm 1982, Viện được Bộ Ngoại giao Việt Nam chính thức tiếp quản và được Sở Ngoại Vụ Thành phố Hồ Chí Minh trực tiếp quản lý, và chính thức đổi tên thành "Viện Trao đổi Văn hóa với Pháp".
Tháng 1-2002, thành lập Phòng Du học Pháp (EduFrance) trực thuộc Viện nhằm cung cấp thông tin và hướng dẫn cho các sinh viên Việt Nam muốn du học tại Pháp. Cùng năm, vào tháng 11, Viện được trao tặng Huân chương Lao động hạng Ba, nhân dịp 20 năm ngày thành lập Viện.
Lần lượt vào các năm 2003 và 2006, Viện khánh thành Trung tâm Hình ảnh và Thư viện đa phương tiện, phục vụ nhu cầu tìm hiểu về nước Pháp của người dân thành phố và các tỉnh lân cận.
Tháng 11-2009, Viện được Thủ tướng Pháp Francois Fillon tới thăm. Một năm sau, Viện đón nhận Huân chương Lao động hạng Nhì.

## Chức năng
Viện Trao đổi Văn hóa với Pháp (IDECAF) có các chức năng sau:
- Thực hiện các hoạt động hợp tác song phương giữa Việt Nam và Pháp trên các lĩnh vực văn hoá, giáo dục, khoa học và kỹ thuật nhằm tăng cường mối quan hệ hợp tác và hữu nghị giữa Việt Nam và Pháp.
- Xây dựng và phát triển hợp tác văn hoá, giáo dục, khoa học và kỹ thuật giữa Việt Nam và các nước có sử dụng tiếng Pháp cũng như với các nước khác.
- Góp phần vào việc đáp ứng nhu cầu học tập và thưởng thức nghệ thuật của công chúng tại thành phố Hồ Chí Minh và các tỉnh, thành phía Nam.

## Các hoạt động thường xuyên

### Giảng dạy tiếng Pháp
Đây là một trong những hoạt động quan trọng của Viện. Hằng năm, Viện tổ chức 5 khóa học với thời lượng 8 tuần/khóa, thu hút khoảng 10.000 học viên tham gia. Viện được trang bị phương tiện giảng dạy đầy đủ, hiện đại, với học phí được hỗ trợ từ chính phủ Pháp và Việt Nam. Chương trình đào tạo của Viện đa dạng, bao gồm các lớp tiếng Pháp dành cho thiếu nhi, thiếu niên, người lớn, cũng như các lớp chuyên luyện kĩ năng và chuyên ngành.

### Hoạt động văn hoá
Ngoài hoạt động giảng dạy tiếng Pháp là các hoạt động văn hóa được IDECAF phối hợp tổ chức thường xuyên với Viện Pháp tại Việt Nam (Institut Francais): chiếu phim, triển lãm, tọa đàm, đọc sách, biểu diễn ca nhạc, hòa nhạc, các cuộc thi bằng tiếng Pháp.
- Điện ảnh

Hằng tuần, IDECAF tổ chức chiếu phim bản gốc có phụ đề tiếng Việt vào lúc 15 giờ ngày thứ bảy. Các bộ phim được giới thiệu theo chuyên đề hoặc thể loại, đặc biệt là những bộ phim tiêu biểu của các liên hoan phim quốc tế: Liên hoan phim Cannes, liên hoan phim Clermont-Ferrand, liên hoan phim hoạt hình Annecy, liên hoan phim tài liệu Marseille... Ngoài ra, còn có những buổi chiếu phim giao lưu với khách mời cũng như các cuộc thi làm phim ngắn được tổ chức hằng năm.
- Triển lãm

Viện thường xuyên triển lãm các tác phẩm và gặp gỡ các nghệ sĩ đến từ Việt Nam, Pháp hay các nước thuộc Cộng đồng Pháp ngữ, nhằm thúc đẩy hoạt động sáng tác trong các lĩnh vực nghệ thuật như nhiếp ảnh, hội họa và nghệ thuật thị giác.
- Sân khấu kịch

IDECAF cũng được biết đến với loại hình sân khấu kịch với hàng trăm vở diễn hàng năm thuộc các thể loại như hài kịch, kịch hiện đại, kịch thiếu nhi... Nhiều vở diễn được các nghệ sĩ Pháp hay Việt Nam phối hợp dàn dựng và thực hiện trong khuôn khổ những dự án hợp tác nghệ thuật Pháp–Việt.
- Các sự kiện văn hóa

IDECAF còn tổ chức nhiều hoạt động văn hóa phong phú như các cuộc thi bằng tiếng Pháp, các buổi tọa đàm, các buổi đọc sách tại thư viện, các chương trình biểu diễn ca nhạc, hòa nhạc các ngày hội lớn của Cộng đồng Pháp ngữ như "Tháng quốc tế Pháp ngữ", "Ngày hội Đọc sách", "Ngày hội Thơ", "Ngày hội Âm nhạc"...

### Tư vấn du học Pháp
Campus France (Văn phòng phụ trách du học của Đại sứ quán Pháp tại Việt Nam) có văn phòng đại diện đặt tại IDECAF có nhiệm vụ:
- tư vấn và thông tin chi tiết về các loại hình đào tạo và cơ sở đào tạo tại Pháp
- định hướng và hỗ trợ sinh viên xây dựng kế hoạch du học tại Pháp
- hỗ trợ sinh viên trong suốt quá trình làm hồ sơ; kiểm tra các tài liệu liên quan

### Thư viện đa phương tiện
Thư viện đa phương tiện của IDECAF là một trong những trung tâm tư liệu tiếng Pháp lớn nhất Đông Nam Á, với diện tích khoảng 780 m². Thư viện bao gồm một trung tâm tư liệu về nước Pháp hiện đại, một thư viện phục vụ nhu cầu giải trí và một trung tâm tư liệu về giáo dục, giảng dạy và nghiên cứu. Các đầu sách tại thư viện IDECAF được cập nhật thường xuyên.